# Verdine White
Verdine Adams White (ur. 25 lipca 1951 w Chicago) – basista amerykański, znany przede wszystkim z występów w zespole Earth, Wind & Fire. Współpracował również z zespołem Level 42, będąc współproducentem wydanego w 1983 r. albumu Standing in the Light. Jako basista brał udział m.in. w nagraniach płyt This Is Me... Then Jennifer Lopez oraz Meaning of Life Kelly Clarkson.
Magazyn Bass Player umieścił go na 27. miejscu na liście najlepszych basistów wszech czasów (The 100 Greatest Bass Players of All Time).